# Кадомацу

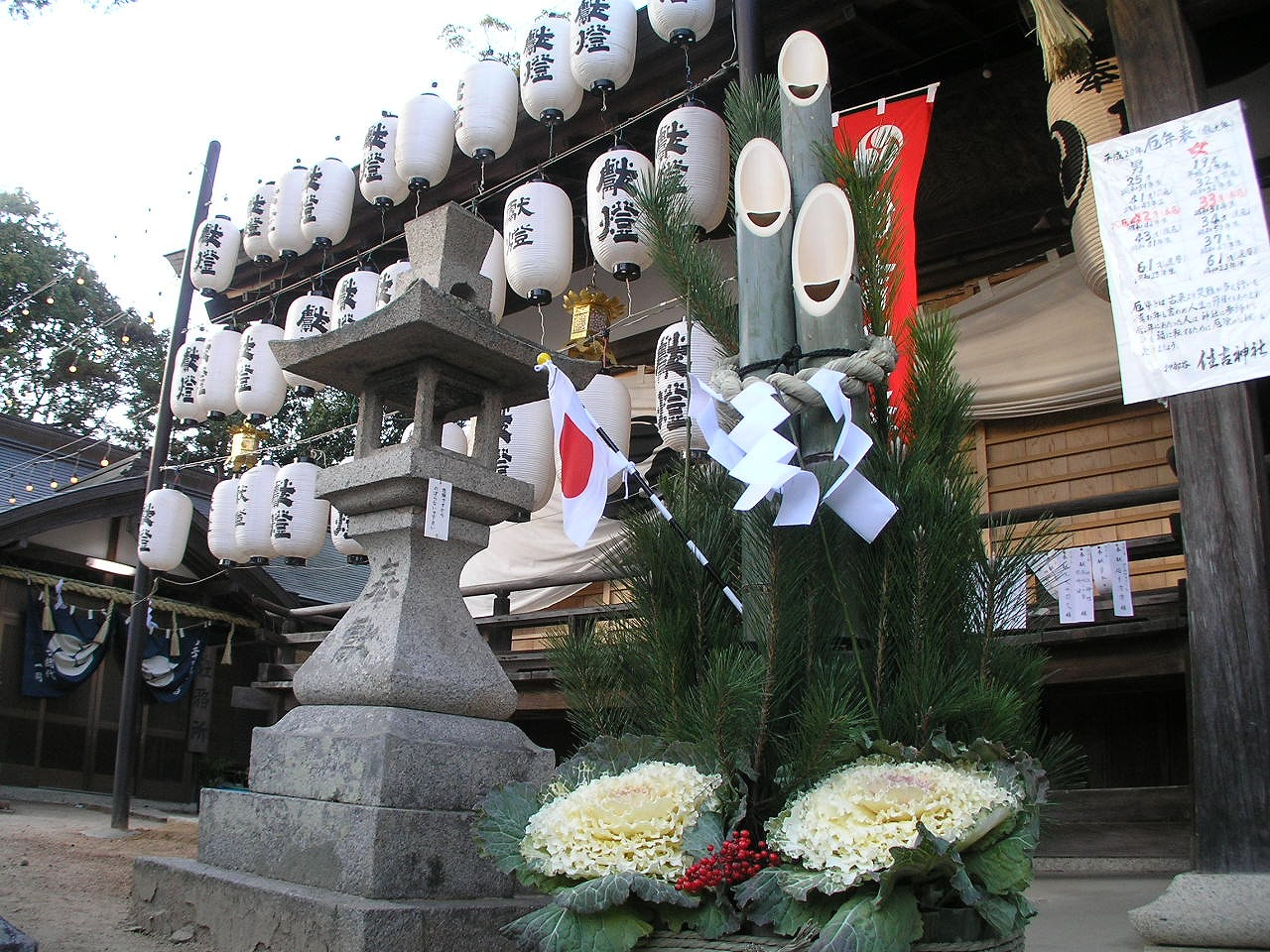
Кадомацу у врат храма в Кобе

Кадомацу (яп. 門松, букв. «сосна у входа», «сосна у ворот») — новогоднее украшение в Японии. Атрибут традиционной синтоистской религии. Изготовляется обычно из сосны, бамбука, папоротника и других предметов, перевязанных соломенной верёвкой (симэнава). Выставляется на улице перед воротами, входом в дом или квартиру; обычно в конце декабря — первой половине января. Считается приветствием божеству Нового года и его временным пристанищем.

## Символика
Набор используемых растений и предметов имеет символическое значение. Сосна и её хвоя в традиционной японской культуре олицетворяет постоянство, твёрдость, является выражением пожелания здоровья, благоденствия: «вековая сосна в японской литературе, поэзии, живописи служит образом долголетия, мужества, моральной стойкости». Стойкость и мужество перед невзгодами выражают стебли бамбука, известные также как символ стремительного преуспевания, роста достатка. Зачастую вместо хвойных веток используются цветы персикового дерева — традиционного символа жизнестойкости, бессмертия. «Их нежным лепесткам не страшна даже лютая стужа: они как бы бросают вызов снежному покрову, сквозь который неистребимо пробиваются при первом дыхании весны», — считают японцы. При составлении кадомацу использовались ветки папоротника (чистота, плодовитость), мандарины (семейное долголетие), реже водоросли (счастье), высушенная креветка, рак (долголетие семьи). Ещё одним элементом является цветущая веточка сливы (красота, стойкость). Украшения помещают в деревянные горшки. У основания конструкции создавали горки из песка или устанавливали предметы, которые уподоблялись миниатюрным насыпям. Исследователи полагают, что в этом случае такие композиции призваны были напомнить о священной горе Хорай (мифической обители бессмертных и мудрецов), верхушку которую венчает вечнозелёная сосна.

## Традиции

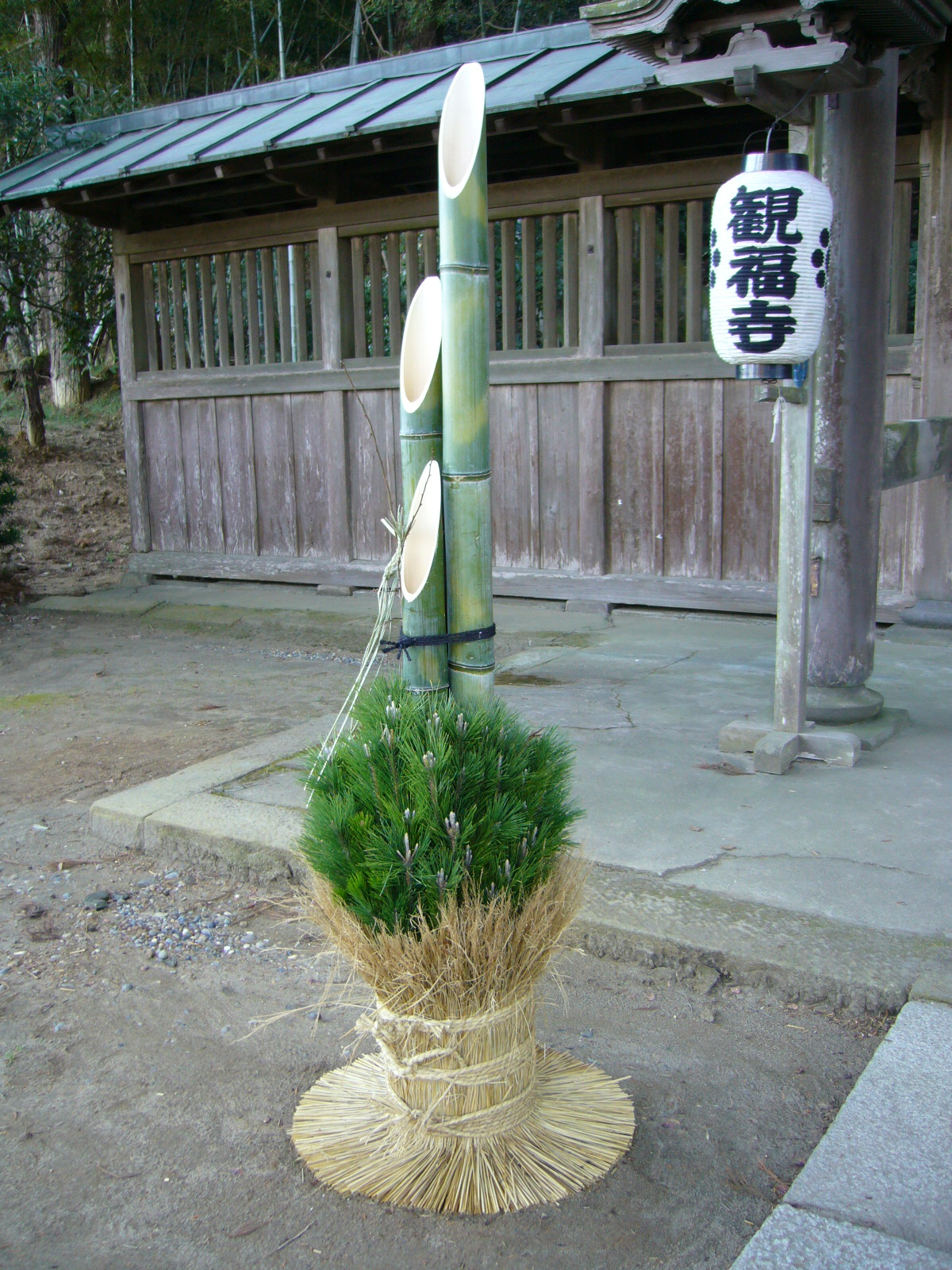
Традиционное кадомацу возле ворот монастыря Кампукудзи

Прототипом кадомацу является живое дерево, которое выставляли во дворе дома во время Нового года. В разных местах это дерево называлось по-разному:
- огамимацу (яп. 拝み松, сосна для преклонения)
- кадзаримацу (яп. 飾り松, украшенная сосна)
- иваимацу (яп. 祝い松, праздничная сосна)
- момбаяси (яп. 門ばやし, лес у ворот)
- монкамбасира (яп. 門神柱, божественный столб у ворот)

В XII веке прославленный японский поэт периода Камакура Сайгё в танка «О том, как все во всех домах празднуют приход весны» писал:

У каждых ворот

Стоят молодые сосны.

Праздничный вид! 

Во все дома без разбора 

Сегодня пришла весна!
— Перевод Веры Марковой
Ёсида Кэнко, писатель периодов Камакура и Муромати, автор дзуйхицу (эссе) «Записки от скуки» также упоминал это украшение в связи со своим преклонением перед красотой природы, временами года. Он выразил свой восторг следующим образом: «Красив и радостен вид большой улицы, убранной рядами сосенок, и это тоже чарует». Начиная с периода Муромати хвойные ветки начали соединять со стеблями бамбука, а с XVII века к ним стали добавлять сливовые веточки (умэ). Подобная композиция («сосна, бамбук и слива») — сётикубай — заняла своё место в символике счастья. Подобным же образом этот набор растений воспринимается и в соседнем Китае, где его называют «тремя друзьями зимнего холода». В период Эдо традиция выставлять кадомацу получила распространение в городах, сельской местности и среди разных сословий. Так, в конце XIX века первые новогодние дни были известны как мацуноути («неделя сосновых украшений», «неделя сосны»). Посетивший в 1860-е годы Японию французский дипломат Эме Гюмбер писал в своей книге «Живописная Япония»: «Перед дверьми некоторых домов по обеим сторонам входа воткнуты были сосновые или бамбуковые деревья с верхушками, связанными между собой гирляндами из рисовой соломы, обвешанными красными лесными ягодами и апельсинами и перевитыми длинными лентами из золотой и серебряной бумаги».

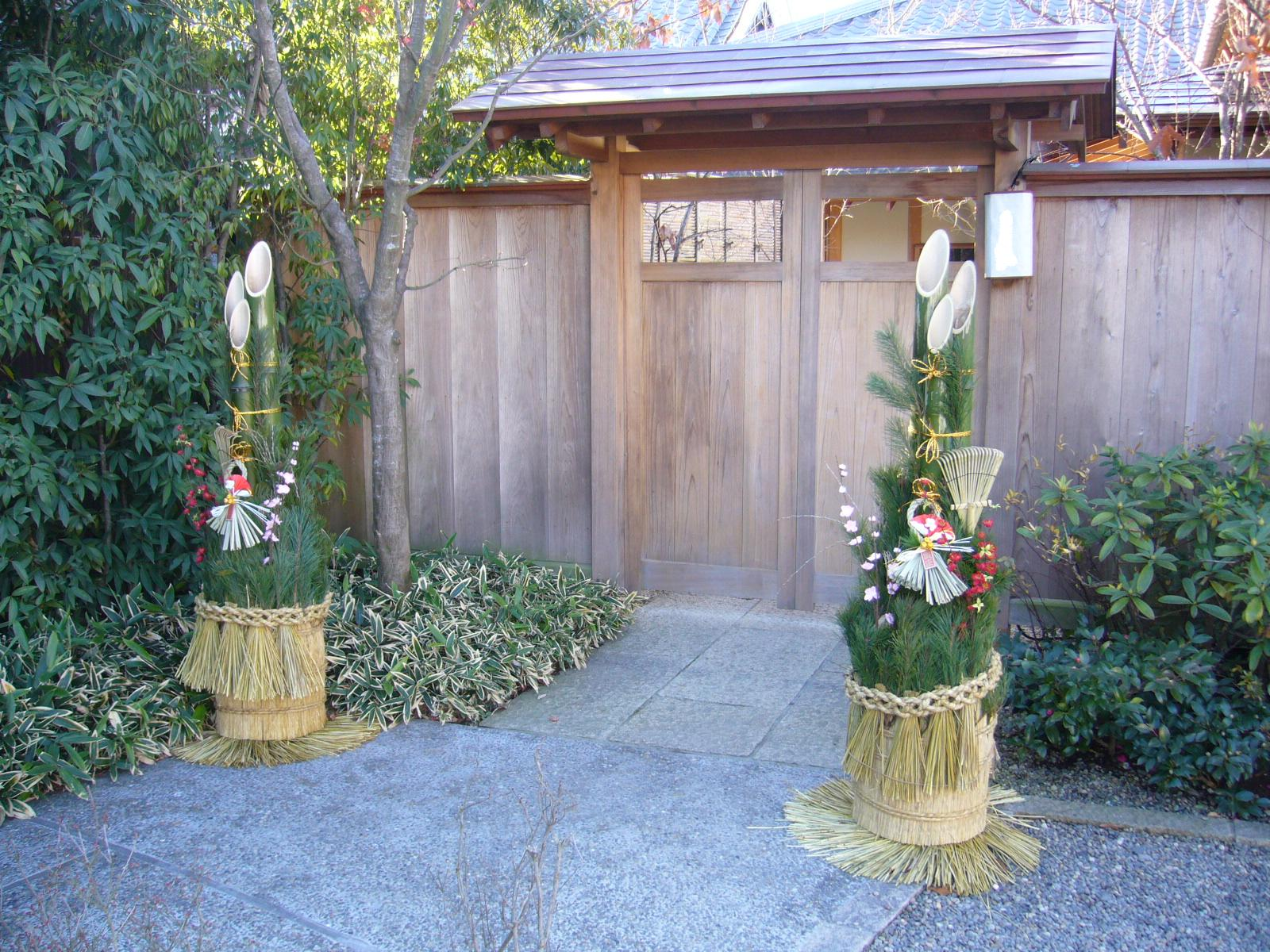
Два кадомацу у ворот дома

Единой формы и стиля изготовления, размещения и украшения кадомацу не существует. Возможны локальные варианты, которые также зависели от уровня материального положения хозяина дома. Кроме сосны используют дуб, камелию, вербу, каштан, клейеру или бамбук. Их выставляют отдельно или в паре с другими видами деревьев. Место размещения кадомацу не ограничивается только входом. Ими могут украшать сады, комнаты, домашние алтари и так далее. Если кадомацу выставляют на улице, то обязательно в паре, размещая их слева и справа от ворот или дверей. Сверху между ними обычно вешают канатоподобный оберег, который называется симэнава. В этом случае между парными композициями на соломенной верёвке могут помещаться украшения (соломенные прутики или букетики из них). В закрытых помещениях кадомацу выставляют по одному. В большинстве случаев в центре украшения находятся ветки молодой сосны или другого дерева, которые размещены в три, пять или семь рядов. Их обрамляют листьями дафнифилума и померанцев, перевязывают водорослями и добавляют к подножию ветки.
В традиционной японской культуре кадомацу — это не столько украшение, сколько атрибут синтоистского культа, временное святилище божества Нового года. В некоторых районах это божество с уважением называют о-мацу-сама (господин сосна). Перед его временным святилищем, которое держат в чистоте, делают подношения в виде праздничных блюд — супа дзони и рисовых лепёшек моти. Из-за уважения к божеству для кадомацу подбирают лучшие породы деревьев, которые срубают в счастливый день, 13 декабря. Убирают кадомацу 4, 7 или 14 января и сжигают на праздник малого Нового года.
После Второй мировой войны, в связи с изменением традиционного быта японцев, в городах распространилось использование искусственных кадомацу из пластика или бумаги, хотя в сельской местности обычай выставлять живые сосны сохраняется. В районах, где сосна считается божеством-покровителем местности или рода, используют другие породы деревьев.